# David Mendieta Alfonso
Ramón Eduardo David Mendieta Alfonso (Ypacaraí, 4 maggio 1988) è un calciatore paraguaiano, difensore del Cerro Porteño.